# Macskamesék
A Macskamesék egy Nepp József és Ternovszky Béla által tervezett rajzfilmsorozat, amelyből pénzhiány miatt csak két epizód készült el, 2001-ben.

## Epizódok
1. Pussy-cat elrablása
2. Joe, a kikötő réme

## Stábtagok
- Írta: Nepp József
- Rendezte: Ternovszky Béla
- Dialógrendező: Juhász Anna
- Zenéjét szerezte: Makrai Balázs, Miklós Milán, Ország Attila, Országh Attila Quartett, Pajzs Attila
- Hangmérnök: Nyerges András Imre (INTERSOUND Kft.)
- Szinkronhangmérnök: Bérczy Endre
- Zörej: Mericske Zoltán
- Háttér: Balázs István, Papp Miklós, Salfai Tibor, Virth Bea
- Animátorok: Csányi Sándor, Foky Emmi, Kovács Gábor, Nyírő Erzsébet, Schibik József, Sostarics Yvett
- Rajzolták: Baumgartner Zsolt, Detre Tibor, Durucz Nikolett, Faragó Éva, Gyarmati Ildikó, Klausz Ádám, Korponai Gábor, Pablo Gurerrero, Sajó Borbála
- Számítógépes felvétel és kifestés: Balla Viktor, Gaál Fatima, Gaál Noémi, Ligeti Andrea, Steiner Mária, Tárik Stúdió
- Gyártási asszisztens: Eleőd Bernadett
- Producer: Morvay Gábor

- Támogatta az Országos Rádió és Televízió Testület és a Magyar Mozgókép Közalapítvány.
- Készítette az Exist Stúdió.

## Szereplők
- Mesélő: Helyey László
- Gomez: Reviczky Gábor
- Bill: Schnell Ádám
- Lebovitz: Bodrogi Gyula
- Pussy-cat: Czető Zsanett
- Shushu: Görög László
- Bulldog rendőr a kikötőben: Csuha Lajos
- Hófehér bandavezér: Vass Gábor
- Kemény kandúr: Kardos Gábor
- Tony: Imre István
- Tony társa: Csuja Imre
- Macska komornyik: Megyeri János
- Bulldog börtönőr: Kránitz Lajos
- Joe: ?